# Moerasvaren (geslacht)
Moerasvaren (Thelypteris) is een geslacht uit de moerasvarenfamilie (Thelypteridaceae). Het geslacht telt ongeveer 875 soorten terrestrische varens, waarvan één in België en Nederland voorkomt.

## Naamgeving en etymologie
- Engels: Marsh ferns, Female ferns, Maiden ferns
- Duits: Sumpffarn

De botanische naam Thelypteris is een samenstelling van Oudgrieks θῆλυς, thēlus (vrouwelijk) en πτερίς, pteris (varen).

## Kenmerken
Moerasvarens hebben allen een kruipende of rechtstaande wortelstok met harige of beklierde schubben. Ook de steel is beschubt of behaard en heeft aan de voet twee vaatbundels, die hogerop overgaan in één U-vormige vaatbundel. De bladen of veren zijn enkel geveerd.
De sporenhoopjes zitten op de onderzijde van de bladen, zijn klein en rond en afgedekt met een dekvliesje.

## Beschreven soorten
Tot het geslacht behoort één soort die in België en Nederland gevonden kan worden, de gewone moerasvaren.
- Geslacht: Thelypteris (Moerasvaren)
  - Soorten:
    - Thelypteris dentata
    - Thelypteris palustris (Moerasvaren)

Geslachten Cyclosorus (incl. Ampelopteris, Amphineuron, Chingia, Christella, Cyclogramma, Glaphyropteridopsis, Goniopteris, Meniscium, Menisorus, Mesophlebion, Pelazoneuron, Plesioneuron, Pneumatopteris, Pronephrium, Pseudocyclosorus, Sphaerostephanos, Stegnogramma, Steiropteris, Trigonospora) · Macrothelypteris · Oreopteris · Phegopteris · Pseudophegopteris · Thelypteris (Moerasvaren) (incl. Amauropelta, Coryphopteris, Metathelypteris, Oreopteris, Parathelypteris)